# Cladonotinae
Cladonotinae (лат.) — подсемейство прямокрылых семейства прыгунчиков.

## Описание
Представители подсемейства напоминают цикадовых из надсемейства Membracoidea. От других подсемейств прыгунчиков отличаются расширенным лобным ребром между основанием усиков. Текстура покровов тела и выросты (шипы и кили) на теле маскируют их на фоне окружающих предметов. Внутри подсемейства наиболее изменчиво строение переднеспинки. Большинство видов лишены крыльев и надкрыльев.

## Классификация
В мировой фауне начитывается около 250 видов и 70-77 родов, которые объединяются в четыре трибы.
- Choriphyllini Cadena-Castañeda & Silva, 2019
- Cladonotini Bolívar, 1887
- Mucrotettigini Cadena-Castañeda & Silva, 2019
- Xerophyllini Günther, 1979

## Палеонтология
В ископаемом состоянии известны из миоценового доминиканского янтаря.

## Распространение
Встречаются преимущественно в тропиках по всему миру. Наибольшее разнообразие отмечено в Старом Свете.